# Maria Casanovas i Barceló
Maria Casanovas Barceló (Casavells, 11 de juliol de 1911 - Palafrugell, 30 de novembre de 1990) va ser una empresària que es dedicà a la producció de postals de temàtica paisatgista de la Costa Brava, concretament de Sant Antoni de Calonge a Aiguablava, a la dècada dels cinquanta.
De família vinculada a la pagesia, inicià la seva vida laboral, ja des de ben petita, com a servidora domèstica a diverses cases benestants de Palafrugell, entre elles la família dels pares de l'escriptor Josep Pla. Es va casar amb Josep Maimí Bonet, viatjant de la firma Santa Eulàlia de Barcelona i a la vegada molt vinculat a la fotografia amateur, per la qual coneixia el fotògraf Pere Palahí Bach-Esteve. Fruit d'aquesta unió naixeria Lluís Maimí Casanovas, qui seguint les passes dels seus pares es dedicarà a la fotografia en la seva vida professional.
Entre els anys 1950 i 1960, i a conseqüència de la defunció del seu marit, l'any 1948, decideix associar-se amb el fotògraf Pere Palahí Bach-Esteve i Joana Dalmau i fundà una nova firma comercial dedicada a la producció de postals de tema local.
Dolors Grau Ferrando, autora del llibre Els artesans de la imatge. Fotografia i cinema amateur a Palafrugell (1860-1985), dels Quaderns de Palafrugell, que edita l'Ajuntament de Palafrugell i la Diputació de Girona, esmenta el següent:
"El fotògraf Pere Palahí Bach-Esteve, durant la postguerra va associar-se amb Maria Casanovas Barceló i Joana Dalmau amb l'objectiu d'editar postals de la Costa Barava, de Sanyt Antoni de Calonge a Aiguablava, sota el nom comercial de M. Casanovas i M. Casanovas i Cia [...]
Palahí, tot fent prevaler la seva condició de professional, era qui dictava les pautes i qui revelava els negatius; Maria Casanovas impressionava el paper i fixava la imatge i, finalment Joana Dalmau netejava curosament el positiu. Un cop fixada la imatge sobre el paper, calia posar les còpies damunt d'un vidre i passar una vegada i una altra el corró de goma sobre les còpies, per extreure'n l'aigua que havia amarat el paper durant el procés de revelat i fixat."
El propi Lluís Maimí, en escriure un dels capítols de l'Àlbum de records. Quatre fotògrafs empordanesos: Jaume Ferrer Massanet, Joan Bonay Marqués, Moisés Dalmau Comet i Pere Palahí Bach-Esteve, esmenta la seva mare: 
"Els meus primers records els tinc d'aquell habitacle fosc on apareix en Pere, la Joana Dalmau i la meva mare, uns anys després de la mort del meu pare l'any 1948. Entre els tres van formar la societat Edicions Maria Casanovas, mitjançant les quals es van dedicar a vendre postals en blanc i negre als establiments relacionats amb el turisme al llarg de la costa. Eren els començaments dels anys cinquanta. [...]
Quan jo sortia del col·legi anava a can Palahí, on durant la tarda observava tota la feina de laboratori, un procés que a vegades, s'allargava fins a quarts de deu del vespre. Pere Palahí a la ampliadora, la meva mare fent el revelatge i el bany d'atur i la Joana fent el fixat de les imatges i el rentat final[...]"